# Lithocarpus amherstianus
Lithocarpus amherstianus är en bokväxtart som först beskrevs av Nathaniel Wallich och Joseph Dalton Hooker, och fick sitt nu gällande namn av Aimée Antoinette Camus. Lithocarpus amherstianus ingår i släktet Lithocarpus och familjen bokväxter.
Artens utbredningsområde är Burma. Inga underarter finns listade.